# Bernd Scholl (Musiker)
Bernd Scholl (* 28. November 1956 in Flörsheim am Main) ist ein deutscher Musiker, der elektronische Musik komponiert und produziert.
Bernd Scholl begann um 1980 seine Solo-Karriere, nachdem er zuvor als Keyboarder bei verschiedenen Rockbands tätig war. Sein erstes Album Tales of Fantasy wurde in der Elektronik-Szene erfolgreich und erreichte den 3. Platz in den Synthesizer-Charts des Magazins Melody Maker. 
Zwischen 1987 und 1995 veröffentlichte Scholl seine Alben bei dem Label Sky Records, Hamburg. 1997 startete er die Zusammenarbeit mit BSC Music, München.
Sein erstes Solokonzert gab Bernd Scholl 1986 beim Elektronik-Festival „White Waves“ in Frankfurt. Heute tritt er in Planetarien und Kirchen live auf, unterstützt von einer großen optischen MultivisionsShow. Auch gab es bereits gemeinsame Konzerte mit den Musikern Gandalf, Rüdiger Gleisberg und Nik Tyndall.

## Diskografie
- 1982: Tales of Fantasy
- 1986: Silent Nature
- 1987: Echoes
- 1988: Harmony
- 1991: Heaven on Earth
- 1992: Magic of the Water
- 1993: Cosmic Symphony
- 1995: Secret Garden
- 1997: Light of the Moon
- 2000: Mystic Voyage
- 2004: Circle of Trees – A Celtic Voyage
- 2004: Dreamspheres / Chillout in Space (mit Nik Tyndall)
- 2008: Road to the Stars
- 2009: Sacred Path (mit Rüdiger Gleisberg)
- 2012: Dawn to Dusk
- 2013: Island Peak (mit Rüdiger Gleisberg)
- 2016: The View From Here (EP)
- 2017: The View From Here II – Live at the Church (EP)
- 2018: The View From Here III (EP)
- 2019: One Earth – One Sky (The View From Here I-III)
- 2020: Switzerland Live (EP)
- 2021: Culture & Spirit (mit Rüdiger Gleisberg)
- 2022: Light of the Moon – 25th Anniversary Edition
- 2022: Quiet Time
- 2023: The Winds of Autumn
- 2024: An Evening in the Cave – Live
- 2025:  Ship of Fools (Single)